# Xã Little Mahanoy, Quận Northumberland, Pennsylvania
Xã Little Mahanoy (tiếng Anh: Little Mahanoy Township) là một xã thuộc quận Northumberland, tiểu bang Pennsylvania, Hoa Kỳ. Năm 2010, dân số của xã này là 479 người.